# Apatelarthron
Apatelarthron – rodzaj chrząszczy z rodziny kózkowatych i podrodziny zgrzypikowych. 

## Zasięg występowania
Przedstawiciele tego rodzaju występują w Azji Południowo-Wschodniej, w Tajlandii i Malezji oraz na Borneo i Sumatrze.

## Systematyka
Do Apatelarthron należą 3 gatunki:
- Apatelarthron borneanum
- Apatelarthron heteroclitum
- Apatelarthron tenomianum